# Cleones
Cleones (grec antic: Κλεωναί; gentilici Κλεωναῖος, cleoneu) fou una ciutat de l'antiga Grècia situada al Peloponnès, a mig camí entre Corint i Argos. La ciutat és coneguda perquè era l'organitzadora dels Jocs Nemeus, celebrats en honor a Zeus a l'indret de Nèmea, a uns cinc quilòmetres a l'oest de la ciutat.
Les restes de la ciutat es troben a uns dos quilòmetres de la vila de Kondòstavlos, que el 1963 canvià el nom pel d'Antiga Cleones (grec: Αρχαίες Κλεωνές, Arkhees Kleonés). Està situat a la part est del municipi Nèmea, a la Unitat perifèrica de Coríntia. La seua població al 2011 era de 1.092 habitants.

## Història

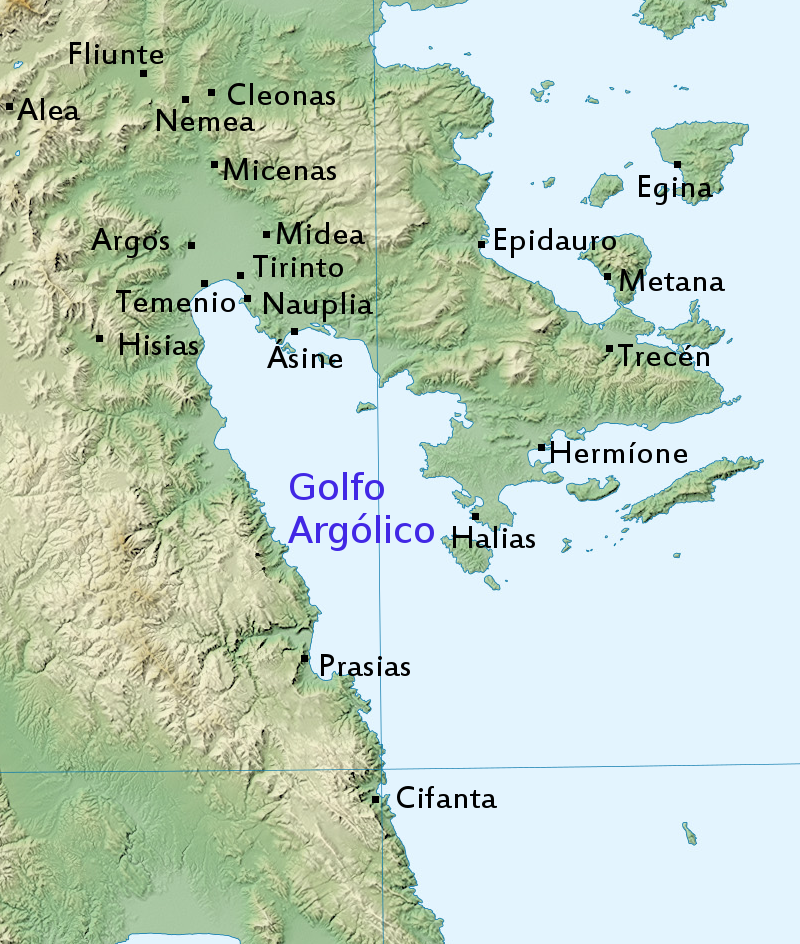
Mapa amb les ciutats principals de l'antiga Argòlida, amb Cleones al nord

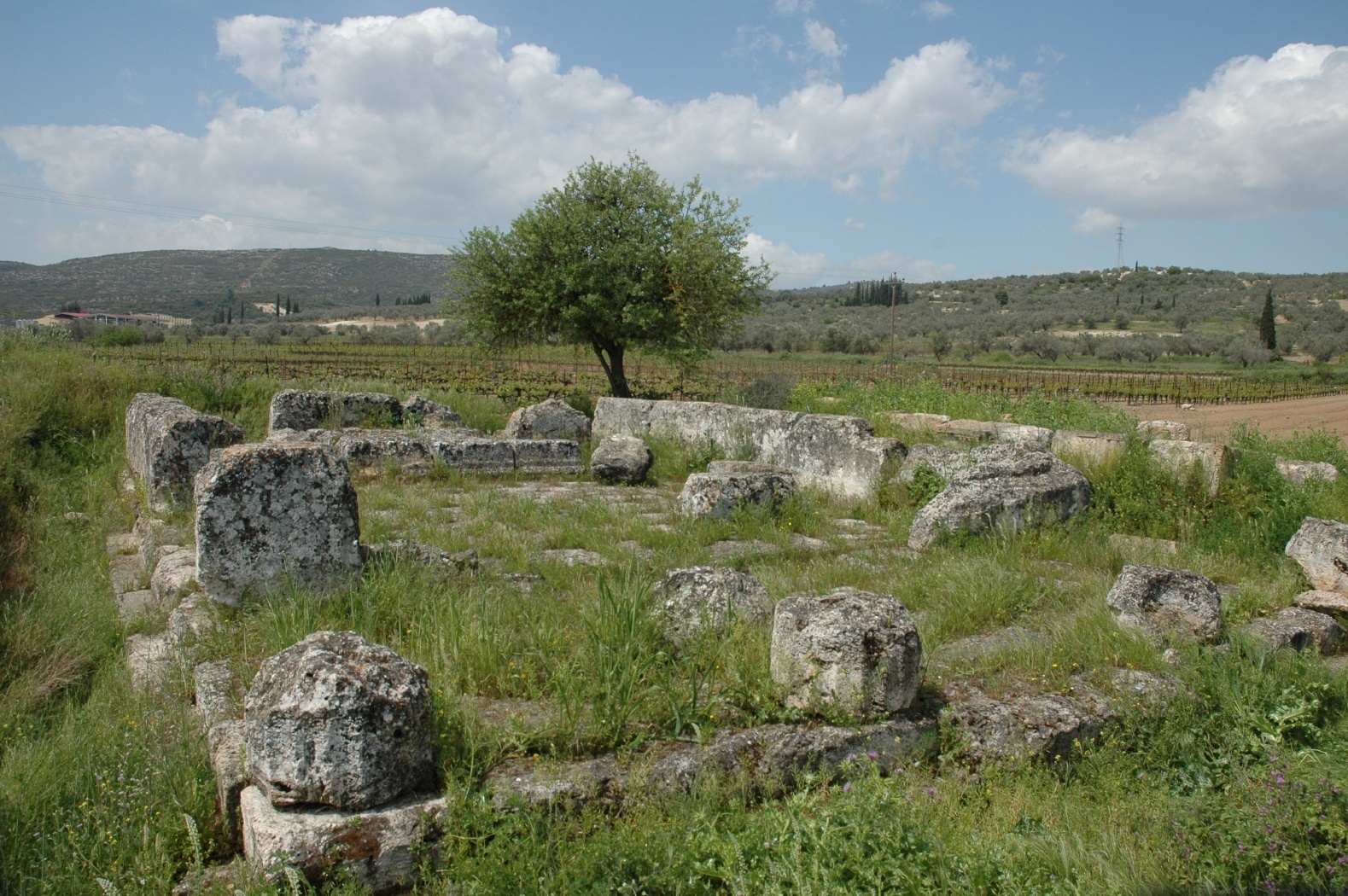
Temple d'Hèracles a Cleones

El seu heroi epònim era bé Cleones, fill de Pèlops, o bé Cleone, filla del riu Asop. Cleones és l'escenari d'un combat entre Hèracles i Augies: en la batalla, els seus fills Èurit i Ctèat defensaren el seu pare, i Hèracles els matà. En temps de Pausànias (segle ii dC) hi havia un santuari dedicat a Hèracles a prop de Cleones amb la tomba dels dos germans morts. Frickenhaus ha identificat aquest temple amb unes altres restes descobertes a Nèmea.
Homer l'esmenta al Catàleg de les naus entre les ciutats del regne d'Agamèmnon, rei de Micenes, i li assigna l'epítet de «ben construïda». Tot i així, les referències a la ciutat no són gaire abundants en època arcaica i clàssica — l'esmenten fonts tardanes com Polibi i Pausànias; en canvi, el seu estatus de polis independent és confirmat pel fet que tenia la seua pròpia seca i perquè tenia el control dels Jocs Nemeus, a més del fet que apareixen esmentats atletes de Cleones en els diferents Jocs Panhel·lènics: en els Jocs Olímpics, entre els anys 732 aC i 456 aC, i en els Jocs Nemeus a mitjan segle vi aC. Els Jocs Nemeus foren instituïts cap al 573 aC, i de bon començament els cleoneus en controlaren la celebració, que era biennal i es feia al santuari de Zeus de Nèmea.
L'hostilitat de Cleones cap als corintis els va dur a aliar-se amb Argos, a la qual ajudà a conquistar i arrasar Micenes cap al 460 aC. Dels miceneus supervivents, alguns s'establiren a Cleones. Els cleoneus també formaren part del contingent atenès comandat per Cimó que partí cap a la muntanya d'Itome per ajudar Esparta a sufocar la rebel·lió dels hilotes i messenis.
Els cleoneus formaren part de l'exèrcit argiu que, en el segon dia de la batalla de Tànagra (457 aC), arribaren per ajudar els atenesos contra els beocis i espartans. A la nit vencien els argius, però l'endemà, els tessalis traïren els atenesos i els espartans venceren. L'any 418 aC, durant la Guerra del Peloponnès, els cleoneus formaren part de les files argives, que, al costat de les ateneses i mantineanes, s'enfrontaren als espartans i els seus aliats en la batalla de Mantinea. Hi moriren 700 soldats de Cleones, Argos i Òrnees. A la primavera del 414 aC l'exèrcit espartà atacà Cleones en una ofensiva provinent de Fliünt, però es retiraren perquè es desencadenà un terratrèmol que interrompé l'operació contra Argos. Encara tornen a aparèixer en la Segona Guerra de Corint, el 368 aC.
A partir de les evidències epigràfiques i numismàtiques, Cleones romangué independent durant bona part del segle iv aC, fins que, dins el darrer quart d'aquest segle, va caure sota el domini d'Argos, i es veié reduïda a una divisió administrativa d'aquesta ciutat. A partir de llavors, la celebració dels Jocs va córrer a càrrec d'Argos. No obstant això, a final del segle iii aC Arat de Sició, cap de la Lliga Aquea, va restablir la independència de Cleones, que retornà als cleoneus l'organització dels Jocs.

## Descripció
La ciutat de Cleones era situada a mig camí entre Corint i Argos. La seua acròpoli estava formada per tres turons; al més occidental ja hi havia un gran assentament durant l'època micènica. La ceràmica de l'edat del bronze trobada en aquest lloc abasta períodes de l'hel·làdic mitjà (ca. 2000-1500 aC) fins a l'hel·làdic tardà IIIB (ca. 1000 aC).
Estrabó en destacava les moltes construccions, protegides per un recinte fortificat. Era a 22-23 km al nord d'Argos i a 15 km al sud-oest de Corint, de l'acròpoli de la qual s'albiren encara les murades. De Cleones estant, eixien dos camins a Argos: un era per a carros i l'altre una drecera. S'ha calculat l'extensió del territori de Cleones en 135 km², i la població en uns 8.000 habitants. Pausànies informa que a Esparta hi havia una altar de Latria i Anaxandra, darrere de la tomba d'Eucosmos, fill de Licurg. Aquestes bessones eren filles de Tersandre i netes d'Agamèdides, rei de Cleones.
Cleones encunyà moneda segons el patró d'Egina: d'argent al segle v aC i de bronze al segle iv aC. A l'anvers solia figurar el cap d'Hèracles, la pell del lleó de Nèmea o brot un raïm, i al revers una corona de julivert amb les lletres ΚΛ, ΚΛE o ΚΛEΩ.